# Aya Terakawa
Aya Terakawa (寺川綾, Terakawa Aya; Osaka, 12 novembre 1984) è un'ex nuotatrice giapponese specializzata nello stile a dorso.

## Palmarès
- Giochi olimpici

Londra 2012: bronzo nei 100m dorso e nella 4x100m misti.
- Mondiali

Shanghai 2011: argento nei 50m dorso.
Barcellona 2013: bronzo nei 50m dorso e nei 100m dorso.
- Giochi PanPacifici

Yokohama 2002: argento nei 200m dorso.
Irvine 2010: argento nei 50m dorso e nei 100m dorso e bronzo nella 4x100m misti.
- Giochi asiatici

Busan 2002: argento nei 200m dorso e bronzo nei 100m dorso.
Canton 2010: argento nei 50m dorso e nella 4x100m misti e bronzo nei 200m dorso.
- Universiadi

Daegu 2003: argento nei 200m dorso, bronzo nei 50m dorso e nei 100m dorso.
Smirne 2005: oro nei 50m dorso, nei 100m dorso e nei 200m dorso e argento nella 4x100m misti.
Bangkok 2007: oro nei 50m dorso, nei 100m dorso e nella 4x100m misti.